# Roindefo Monja
Pour les articles homonymes, voir Monja.
Dans le nom malgache Monja Roindefo, le nom de famille précède le prénom, mais cet article utilise l’ordre habituel en français Roindefo Monja, où le prénom précède le nom.
Roindefo Monja, né en 1965, est un homme d'État malgache originaire de Toliara, ville du sud de Madagascar. Il est le fils de Jaona Monja, un nationaliste fondateur du parti MONIMA (Mouvement national pour l’indépendance de Madagascar), ancien maire de Toliara.

## Carrière politique
Roindefo Monja prend la tête du parti MONIMA à la mort de son père en 1994. 
Il tente de se présenter à l'élection présidentielle malgache de décembre 2006 sous les couleurs de son parti, Monima Ka Mivimbio, mais en est exclu par défaut de papier pour imprimer les bulletins de vote.
Le 7 février 2009, il est nommé « Premier ministre » de la Haute Autorité de transition insurrectionnelle mise en place par Andry Rajoelina, le jeune maire d’Antananarivo à l'origine d'un mouvement de contestation qui aboutit à la démission du président Marc Ravalomanana,.
Il est institué officiellement Premier ministre le 17 mars 2009, quand après plusieurs mois de conflit le président Marc Ravalomanana dissout le gouvernement du général Rabemananjara et s'exile après avoir remis ses pouvoirs à un directoire militaire présidé par « le plus ancien dans le grade le plus élevé, toutes armes confondues », le vice-amiral Hippolyte Rarison Ramaroson, ; lequel transmet le pouvoir suprême à Andry Rajoelina qui devient officiellement président de la Haute Autorité de transition et confirme Monja Roindefo à son poste. Cependant il est remplacé dès le 10 octobre 2009 par Eugène Mangalaza, avant l'organisation des élections prévues sous deux ans, à la suite des accords de Maputo négociés entre les quatre mouvances politiques du pays.
Il se présente à l'élection présidentielle de 2013, où il ne reçoit que peu de suffrages.

## Distinctions
- Grand-croix de l'ordre national Malagasy